# Lovettsville
Lovettsville est une municipalité américaine située dans le comté de Loudoun en Virginie.

## Géographie
Lovettsville est située dans la Loudoun Valley (en) à proximité de la frontière du Maryland. Elle est d'ailleurs plus proche historiquement du comté de Frederick (Maryland) que du reste du comté de Loudon.
Selon le Bureau du recensement des États-Unis, la municipalité s'étend sur 0,88 mille carré (2,28 km2).

## Histoire
D'abord appelée German Settlement, Lovettsville est officiellement fondée en 1820. La localité est principalement peuplée de colons germano-américains originaires de Pennsylvanie et du Maryland depuis le début du XVIIIe siècle. Elle devient une municipalité en 1842.
Le centre historique de Lovettsville, peu modifié depuis le milieu du XXe siècle, est inscrit au Registre national des lieux historiques. Depuis les années 2000, la ville connaît une importante croissance notamment grâce à la revitalisation de son centre. 

## Démographie
Lors du recensement de 2010, Lovettsville compte 1 613 habitants. La zone desservie par son code postal compte environ 6 000 habitants de plus.